# Gigantic (Film)
Gigantic (Alternativtitel: Gigantisch, My Girl – Liebe mit Hindernissen) ist eine US-amerikanische romantische Komödie mit melodramatischen Motiven aus dem Jahr 2008. In den Hauptrollen sind Paul Dano als Matratzen-Verkäufer Brian und Zooey Deschanel als Millionärstochter Harriet zu sehen.
Die Weltpremiere fand am 8. September 2008 auf dem 33. Toronto International Film Festival statt.

## Handlung
Brian Weatherby ist 28 Jahre alt und Matratzen-Verkäufer. Im Gegensatz zu seinen Brüdern, hat er seinen Platz in der Welt noch nicht gefunden, opfert aber einen Großteil seiner Zeit für seinen Lebenstraum. Brian hat nämlich den Wunsch ein Baby aus China zu adoptieren. Nachdem die Millionärstochter Harriet eines Tages in seinen Laden kommt und auf einer Matratzen einschläft, wird Brian in eine Affäre mit ihr verwickelt. Um sie für sich zu gewinnen, muss er aber auch ihren Vater, Al Lolly, der leidenschaftlich Kunst sammelt, von sich überzeugen.

## Rezeption
„Müde Komödie mit melodramatischen Untertönen um einen antriebsschwachen Mittelstandsbürger. Der Regisseur beruft sich auf Luis Buñuel, bietet aber nicht mehr als sattsam bekannte Kritik am ‚American Way of Life‘.“

„Gigantic ist eine lustige, surreale Liebesgeschichte über die Angst, die über einen kommt, wenn sich unerwarteterweise zwei Personen mit verrückten Familien ineinander vergucken.“

„Es geht um einen Single-Mann dessen einziges Ziel scheinbar die Adoption eines chinesischen Babys ist, einen Vater, der Bit-O-Honey gefüllte Diktatoren-Piñatas baut und einen wandernden Angreifer, der vielleicht existiert.“

Matt Aselton konnte für den Film beim Dallas International Film Festival 2009 den Preis in der Kategorie Target Filmmaker Award/Best Narrative Feature gewinnen.